# Majom-vérzéseslázvírus
A majom-vérzéseslázvírus (angolul Simian hemorrhagic fever virus, SHFV) az Arteriviridae családba tartozó pozitív egyszálú RNS-genommal rendelkező vírus, mely a makákók fatális kimenetelű vérzéses lázbetegségének kórokozója.

## Felfedezése
Az SHFV-t 1964-ben izolálták, amikor az Egyesült Államokban, Európában és a Szovjetunióban is több helyen okozott nagy elhullással járó járványokat a laboratóriumi makákók között. Természetes körülmények között leggyakrabban a huszármajmoknál fordul elő (kb 50%-os prevalencia), de ennél a fajnál a fertőzés tünetmentes. Kimutatták cerkófokból, páviánokból és vörös kolobuszmajmokból is, de halálos kimenetelű betegséget csak a makákóban okoz. 

## Biológiája
Maga a vírus lipidburokkal rendelkezik, kapszidja ikozaéder alakú, genomja egyetlen egyszálú, 15 700 bázispár hosszú RNS, mely közvetlenül kapcsolódik a riboszómákhoz a transzláció érdekében. A genom két nagy enzimkódoló gént (open reading frame-t, ORF-t) és kilenc kisebb strukturális fehérjét kódoló ORF-et tartalmaz. Az első gén, az ORF1a egy proteáz, mely saját magát és a többi génterméket vágja funkcionális darabokra. A második nagy gén, az ORF1b jellegzetessége hogy az elsőhöz képest egybázisos elcsúszással (frame shifttel) kezdődik a leolvasása, terméke egy poliprotein, amely RNS-függő RNS-polimeráz, helikáz és endoribonukleáz doméneket tartalmaz. A kis struktúrgének jellegzetessége, hogy egymással átfednek.   

## Patogenezise
A feltételezések szerint a vadon élő majmok esetében a vírus cseppfertőzéssel terjed. A szervezeten belül a vérben levő és periferiális makrofágokat fertőzi és pusztítja el. A huszármajmok esetében a fertőzés tünetmentes, lehet perzisztens (hosszú időn át megmaradó) vagy akut is. A makákóknál a betegség lázzal, fogyással, cianózissal, véres hasmenéssel, orrvérzéssel és a bőr bevérzéseivel jár. Bevérzések találhatók a belső szerveken is. A tünetek hasonlóak az Ebola-vírus által okozottakhoz. Bár a bevérzések okozta szövetpusztulás nem jelentős, a betegség egy-két héten belül szinte 100%-ban halálos kimenetelű.